# Приморська область (РРФСР)
Приморська область — адміністративно-територіальна одиниця на сході РРФСР у 1932–1939 роках.
Центр — Владивосток. Площа 211 000 км² (1932). Населення — 903 000 осіб (1932).

## Історія
Створено 20 жовтня 1932 в складі Далекосхідного краю (адміністративний центр - Владивосток) РРФСР.
Після скасування в 1938 Далекосхідного краю Приморська область увійшла до складу Приморського краю. Її територія простяглася довгою вузькою смугою узбережжям Японського моря.
Спочатку ділилася на 17 районів: Бікінський, Гродеківський, Іванівський, Іманський, Калінінський, Михайлівський, Ольгинський, Покровський, Посьєтський, Радянський, Сучанський, Тернейський, Ханкайський, Чернігівський, Шкотовський, Шмаковський, Яковлівський. В області були 5 міст і 9 робітничих селищ.
У 1935 відкрито рух залізничною гілкою від станції Гамарник у місті Сучан (тепер Партизанськ) до станції Лацис (у місті Находка).
20 жовтня 1938 область ввійшла до складу Приморського краю.
5 червня 1939 область скасовано та її територія увійшла до складу Приморського краю.

## Склад
Початковий поділ:
- Бікінський район,
- Гродеківський район,
- Іванівський район,
- Іманський район,
- Михайлівський район,
- Ольгинський район,
- Покровський район,
- Посьєтський район,
- Радянський район,
- Спаський район – деякий час називався Калінінським районом,
- Сучанський район,
- Тернейський район,
- Ханкайський район,
- Чернігівський район,
- Шкотовський район,
- Шмаковський район,
- Яковлівський район.

Міста і селище обласного підпорядкування:
- місто Владивосток,
- місто Микільськ-Уссурійськ,
- місто Сучан,
- селище Артем[2].

У 1934 році 10 районів з Приморської області передано у новостворену Уссурійскую область, 2 райони - в Хабаровську область. До 1938 року Приморська область поділялася на 8 районів, в її складі перебували 2 міста (Владивосток і Сучан) і 8 робітничих селищ.

## Керівники Приморської області
| Перші секретарі Приморського обласного комітету ВКП (б) |             |                     |                        |
| ім'я                                                    | Роки життя  | початок повноважень | закінчення повноважень |
| 1. Костянтин Федорович Пшеніцин                         | 1892 - 1938 | +1932               | 7 березня 1934 року    |
| 2. Павло Михайлович Танигін                             | 1892 - 1938 | 7 березня 1934      | січень 1937 року       |
| 3. Микола Олександрович Мякінен                         | 1893 - 1938 | січень 1937 року    | 1937 рік               |
| 4. Володимир Корнілович Сидоров                         |             | 1937 рік            | жовтень 1937 року      |
| 5. Мітраков                                             |             | 1937 рік            | 1938 рік               |
| 6. Іван Олексійович Фомічов (в. о. )                    |             | 1938 рік            |                        |

| Голова Організаційного комітету з Приморської області |             |                        |                        |
| ім'я                                                  | Роки життя  | початок повноважень    | закінчення повноважень |
| Михайло Петрович Вольський                            | 1897 - 1938 | 22 листопада 1932 року | 19 березня 1933 року   |

| Голови виконавчого комітету Приморського обласної Ради депутатів |             |                      |                        |
| ім'я                                                             | Роки життя  | початок повноважень  | закінчення повноважень |
| 1. Михайло Петрович Вольський                                    | 1897 - 1938 | 19 березня 1933 року | грудень 1934 року      |
| 2. Іван Григорович Петров                                        | 1899 - 1938 | грудень 1934         | 27 липня 1937 року     |